# 唐臼
唐臼（からうす）は、搗き臼の一種。

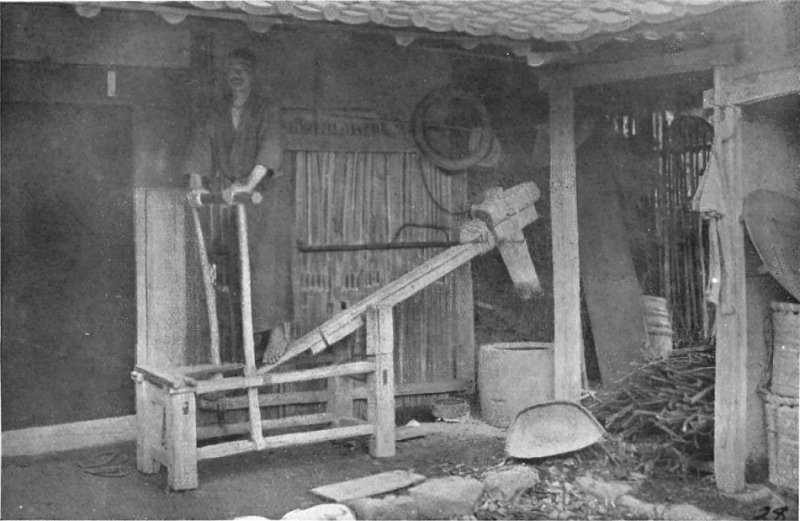
唐臼による作業

臼は地面に固定し、杵をシーソーのような機構の一方につけ、足で片側を踏んで放せば、杵が落下して臼の中の穀物を搗く。米や麦、豆など穀物の脱穀に使用した。踏み臼ともいう。